# Lanciîn
Lanciîn (în ucraineană Ланчин) este o așezare de tip urban din raionul Nadvirna, regiunea Ivano-Frankivsk, Ucraina. În afara localității principale, nu cuprinde și alte sate.

## Demografie
Componența lingvistică a așezării de tip urban Lanciîn
     Ucraineană (99,49%)
     Alte limbi (0,5%)
Conform recensământului din 2001, majoritatea populației așezării de tip urban Lanciîn era vorbitoare de ucraineană (99,49%), existând în minoritate și vorbitori de alte limbi.